# Elektra Natchios
Elektra Natchios és una superheroïna de ficció propietat de Marvel Comics, creada per Frank Miller com a antagonista. El personatge apareix per primera vegada a Daredevil núm. 168 publicat el 7 d'octubre de 1980 amb data de portada gener de 1981. És l'interés romàntic del superheroi Daredevil, però la seua naturalesa violenta i el seu estil de vida propi d'un mercenari els manté separats.
El personatge d'Elektra també apareix en la versió cinematogràfica de Daredevil interpretat per l'actriu Jennifer Garner, que protagonitzaria més tard la pel·lícula Elektra. L'heroïna, interpretada per Garner, reapareix a la pel·lícula del 2024 Deadpool & Wolverine juntament amb el caçador de vampirs Blade i l'x-man Gambit.

## En els mitjans

### Televisió
- Elektra és un personatge protagonista a la segona temporada de Daredevil, on està interpretada per Élodie Yung,[5] i per Lily Chee en una versió més jove d'una reviviscència.[6] És breument esmentada en la primera temporada per Foggy Nelson com algú amb qui Matt va festejar en la seua època de la universitat.[7]

### Cinema
- La pel·lícula Daredevil de 2003 representa Elektra com la filla del multimilionari Nikolas Natchios i com l'interés romàntic de Matt Murdock. Sent molt jove va presenciar l'assassinat de sa mare, i a partir d'aleshores el seu pare va fer que ella entrenara en les arts marcials.

### Miscel·lània
- Elektra està entre els deu personatges de Marvel inclosos al conjunt commemoratiu de segells Marvel Comics Super Heroes emès el 2007.[8]